# PRESENT (S.I.D-Sound의 음반)
PRESENT는 2015년에 발매된 시드사운드의 10주년 기념 음반이다. 콘서트에서만 공개된 2곡과 신곡 4곡이 수록되었다. 텀블벅 후원자에게는 기존의 곡중 13곡이 리마스터링되서 수록된 디스크가 동봉되었다.

## 수록곡
1. Shady Flower
작곡:권수현 편곡:권수현 작사:BB
노래:보라
5분 17초
2. Dreamian
작곡:이상용 편곡:이상용 작사:BB
노래:헤이거
4분 25초
3. Messiah
작곡:권수현 편곡:권수현 작사:BB
노래:보라
4분 31초
4. Masterpiece
작곡:이상용 편곡:이상용 작사:BB
노래:Elika
3분 54초
5. Present
작곡:조세희 편곡:조세희 작사:BB
노래:Lency
3분 44초
6. 시간의 흉터
작곡:이상용 편곡:이상용 작사:BB
노래:Elika
5분 22초

## 리마스터링 수록곡
1. Reminiscence Overture
작곡:이상용 편곡:이종성 작사:이종성
노래:서량
5분 11초
수록 음반:Innocent Eyes
2. Dreamy Moon
작곡:강민훈 편곡:강민훈 작사:Cielo
노래:서량
5분 19초
수록 음반:Innocent Eyes
3. 여래아
작곡:김민석 편곡:이종성 작사:률
노래:서량
5분 47초
수록 음반:Decibe1 Magic (Collector's Clips Ver.)[1]
4. Cage Breaker
작곡:이상용 편곡:이상용 작사:Elika
노래:Elika
3분 51초
수록 음반:낙원의 꽃
5. 낙원의 꽃
작곡:김민석 편곡:김민석 작사:BB
노래:서량
5분 10초
수록 음반:낙원의 꽃
6. 조각나비
작곡:이상용 편곡:이상용 작사:BB
노래:Elika
4분 36초
수록 음반:낙원의 꽃
7. Princess
작곡:이상용 편곡:이상용 작사:률
노래:banami
4분 12초
수록 음반:CastorPollux
8. 나 뿐이라도
작곡:이상용 편곡:이상용 작사:률
노래:banami
4분 21초
수록 음반:CastorPollux
9. Shy Eyes
작곡:강민훈 편곡:강민훈 작사:
노래:Elika
4분 53초
수록 음반:ATMOSPHERE
10. Candy Line
작곡:이상용 편곡:이상용 작사:률
노래:banami
3분 42초
수록 음반:Diamond Stars
11. Bless My Name
작곡:강민훈 편곡:강민훈 작사:률
노래:Elika
4분 27초
수록 음반:Diamond Stars
12. Selfishness
작곡: 편곡: 작사:률
노래:서량
4분 10초
수록 음반:별에게 소원을
13. 겨울요정
작곡:강민훈 편곡: 작사:BB
노래:서량
4분 53초
수록 음반:for Christmas 2012

## 제작진
- 작곡&편곡

강민훈
권수현
김민석
이상용
이종성
예은수
조세희
- 노래

김소현(헤이거)
김보라(보라)
김현명(Elika)
박서희(서량)
장하연(banami)
최정아(Lency)
- 작사

강민훈
김나정(Cielo)
김현명(Elika)
이소예(률)
이종성
BB
- 소책자 디자인

FREX
- 특별 후원

한여울지미
박대준(엘뤼온)
돈다
토이카
서창원
김재석
홍석표
서작
유키로빈
조찡
타에루
최진아
손기석
석양(seokyang)